# Sexo com Amor?
Sexo com amor? é um filme brasileiro de 2008, do gênero comédia romântica, com roteiro de Renê Belmonte e direção de Wolf Maia. É um remake do filme chileno Sexo con Amor.

## Sinopse
Paula e Rafael; Pedro e Mara; Mônica e Jorge – que tem um caso com Luísa. Três casais de classes e estilo de vida diferentes enfrentam a crise em seus casamentos.

## Elenco
- Malu Mader como Paula
- Reynaldo Gianecchini como Rafael
- José Wilker como Jorge
- Marília Gabriela como Mônica
- Carolina Dieckmann como Luísa
- Maria Clara Gueiros como Mara
- Eri Johnson como Pedro
- Danielle Winits como Aline
- Erom Cordeiro como Fernando
- Ítalo Rossi como Padre Ancelmo
- Natasha Haydt como Ângela
- Alexandre Piccini como Carlos
- Nanda Costa como Juliana
- Guilhermina Guinle como Patrícia
- Mara Manzan como Dirce
- Odilon Wagner como Dr. Olavo
- Felipe Latge como Serginho

## Bilheteria
Entre 15 a 17 fevereiro de 2008 foram vendidos 35.503 ingressos e teve a bilheteria de R$ 307.833.